# Сочи Парк
Сочи Парк — тематический парк развлечений в посёлке городского типа Сириус. Расположен на территории Имеретинской низменности.
Принадлежит АО «Сочи Парк».

## Описание
Идея парка основана на культурном и историческом богатстве России. На территории площадью 25 га располагаются тематический парк аттракционов и отель «Богатырь», стилизованный под средневековый замок.
В парке расположено 22 аттракциона, в том числе гигантский перевернутый бумеранг «Квантовый скачок», башня свободного падения «Жар-птица», американские горки «Змей Горыныч», маятник «Вечный двигатель». В высокий сезон и в дни тематических праздников в Сочи Парке проходят более 15 разножанровых шоу ежедневно. В летний сезон на территории парка проводятся цирковые представления и ледовые шоу.
В парке также расположены разнообразные игровые площадки, включая водные, веревочный парк, «Атомариум», созданный совместно с «Росатомом», «Совариум», садовый лабиринт из кустов фотинии. 1 мая 2015 года на территории Сочи Парка открылся дельфинарий, предлагающий гостям развлекательную программу с участием черноморских дельфинов.
С 1 июня 2018 года на территории Сочи Парка работает детский центр «Медведия» — детский развлекательный центр с большой игровой площадкой для детей и малышей. Работают дневная и вечерняя шоу-программы, различные представления проходят на Сочи Парк Арене, самом большом цирковом шатре России. На Главной сцене и других концертных площадках парка проходят всероссийские международные культурные мероприятия. Летом 2015 года Сочи Парк стал площадкой для гастролей французского театра воды Aquatic. Развлечения, предлагаемые парком, включены в стоимость единого входного билета, позволяющего находиться в парке целый день и неограниченное количество раз кататься на всех аттракционах и смотреть все шоу.
В Сочи Парке открыты кафе и рестораны, в том числе единственный в России ресторан-аттракцион «Роллер», есть мобильные точки питания.
С июня 2021 года в парке в течение летнего сезона работает кинотеатр студии «Союзмультфильм». По состоянию на 2024 г. данный вид развлечений упразднен.
В июне 2023 года на территории парка открылся новый водный аттракцион Морская Царевна. Это первая в России и третья в мире горка подобного типа.
Летом 2024 года отрылись еще 2 новых аттракциона - Богатырская застава и Соловей Разбойник.
В 2025 году планируются к открытию две новых горки. Работы по их строительству идут полным ходом.

## История
Первыми посетителями парка стали участники и зрители Олимпийских игр в Сочи. В период зимних Олимпийских и Паралимпийских игр Сочи Парк принял 140 000 гостей. Для широкой публики парк открылся в Международный день защиты детей 1 июня 2014 года. Официальное открытие парка состоялось 28 июня 2014. Оно сопровождалось представлением канадского цирка Cirque du Soleil «Футуристическая сказка», созданным специально для Сочи Парка и завершилось фейерверком.

## Адрес
354340, Краснодарский край, ф.т. Сириус, пгт. Сириус, пр-кт Олимпийский, д. 21

## Галерея

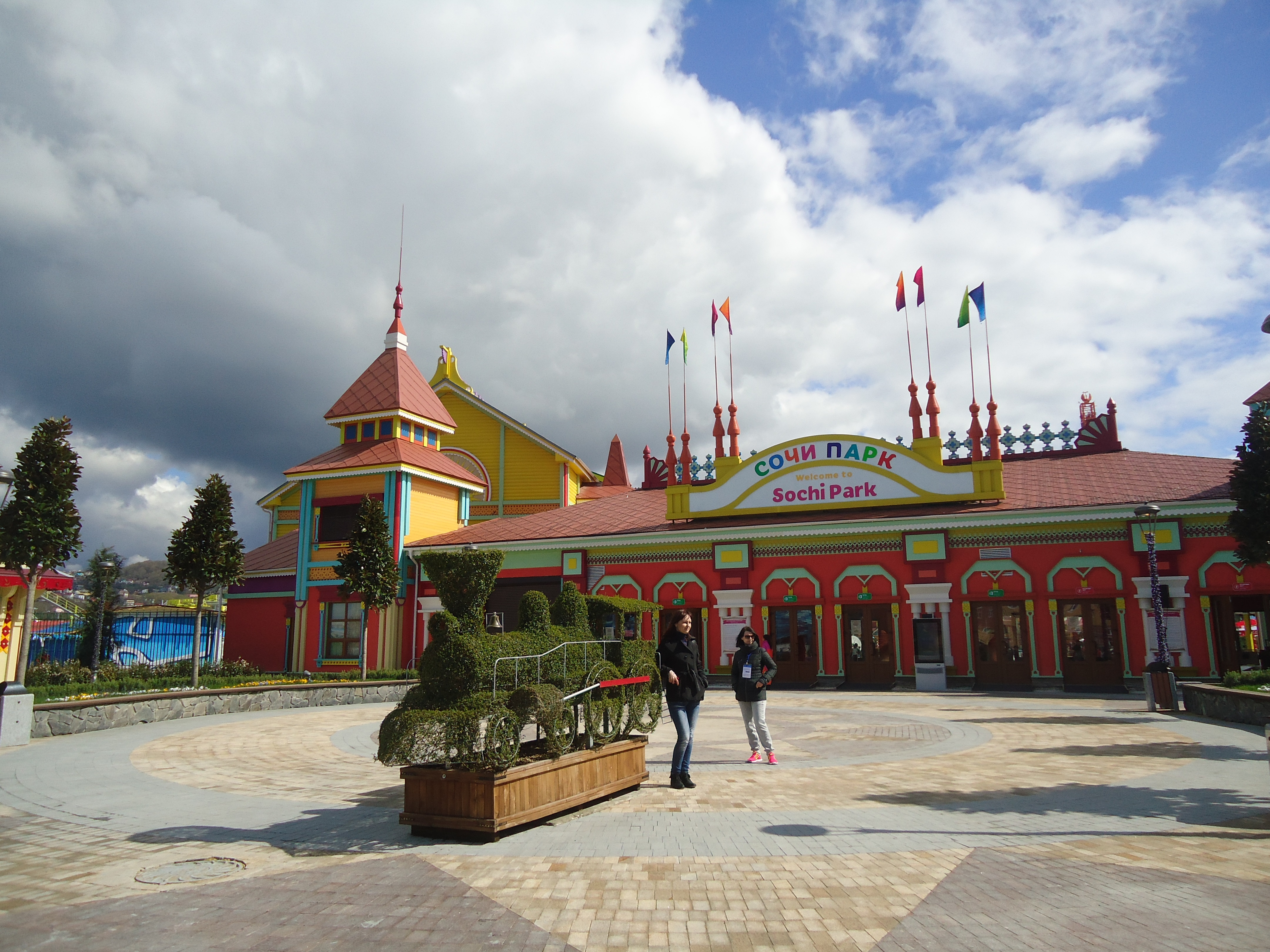
Главный вход в Сочи Парк
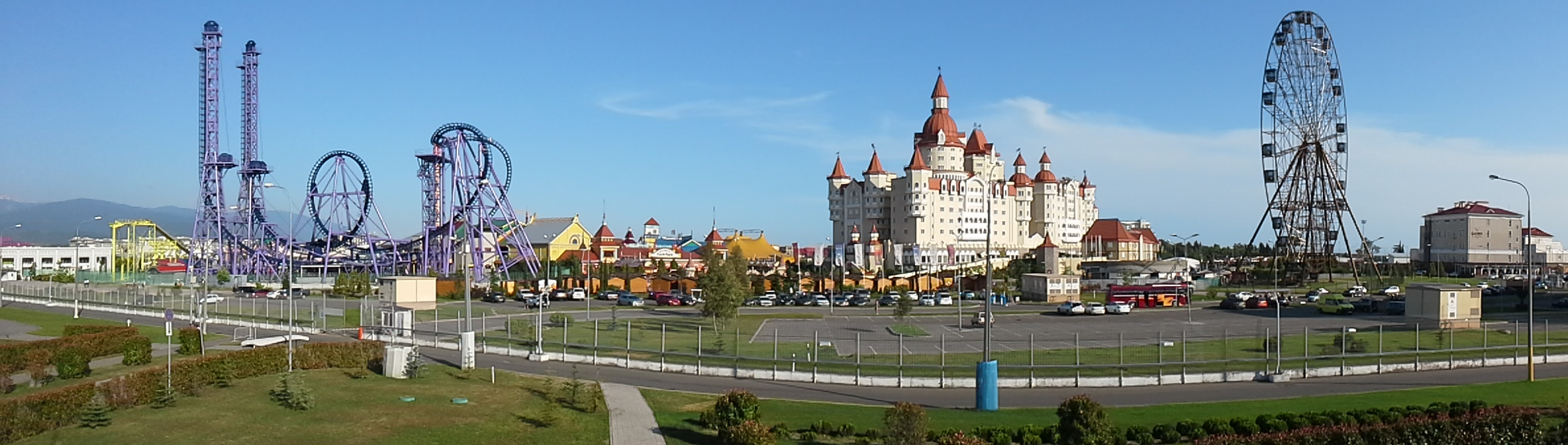
Панорама Сочи Парка
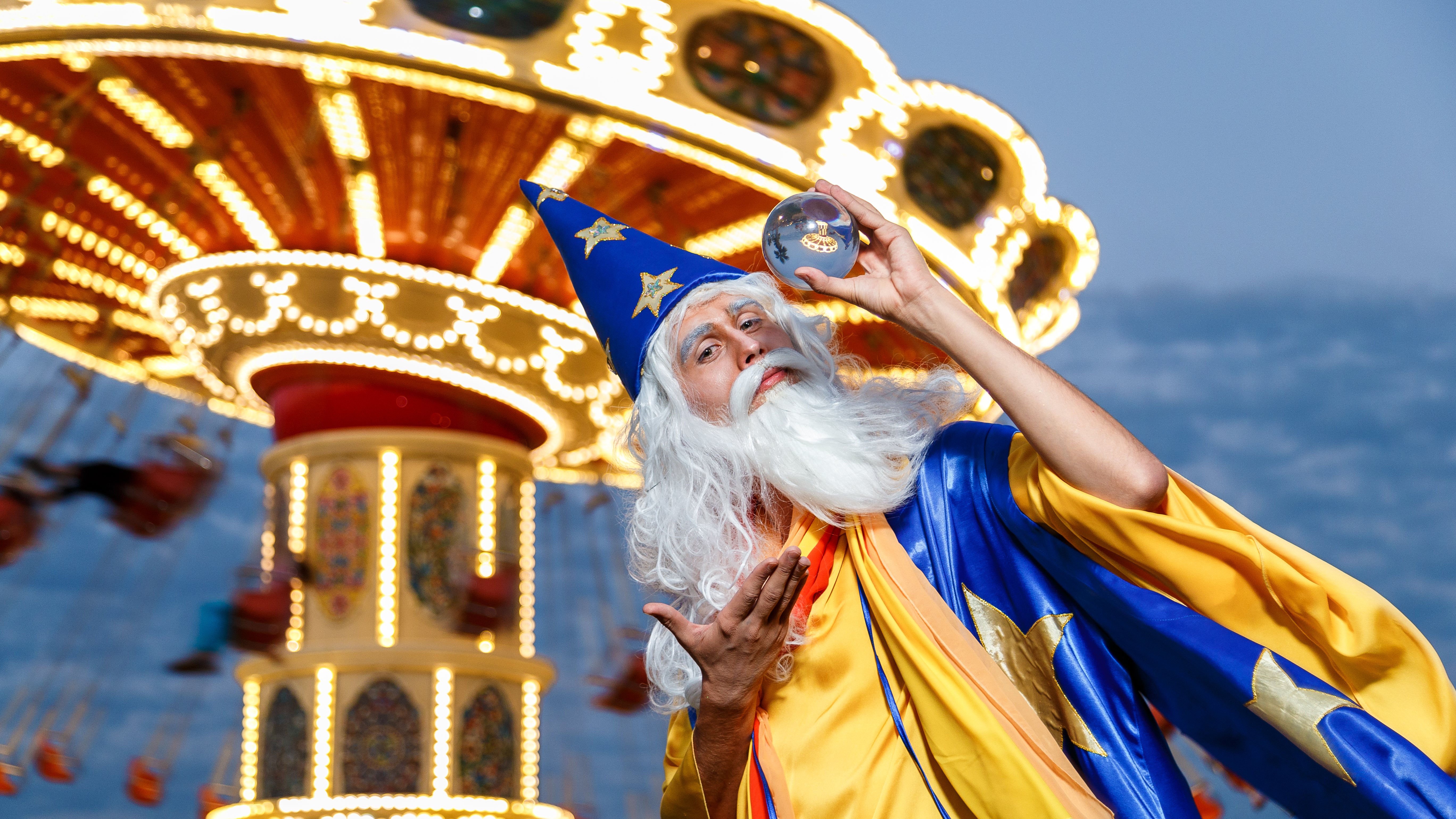
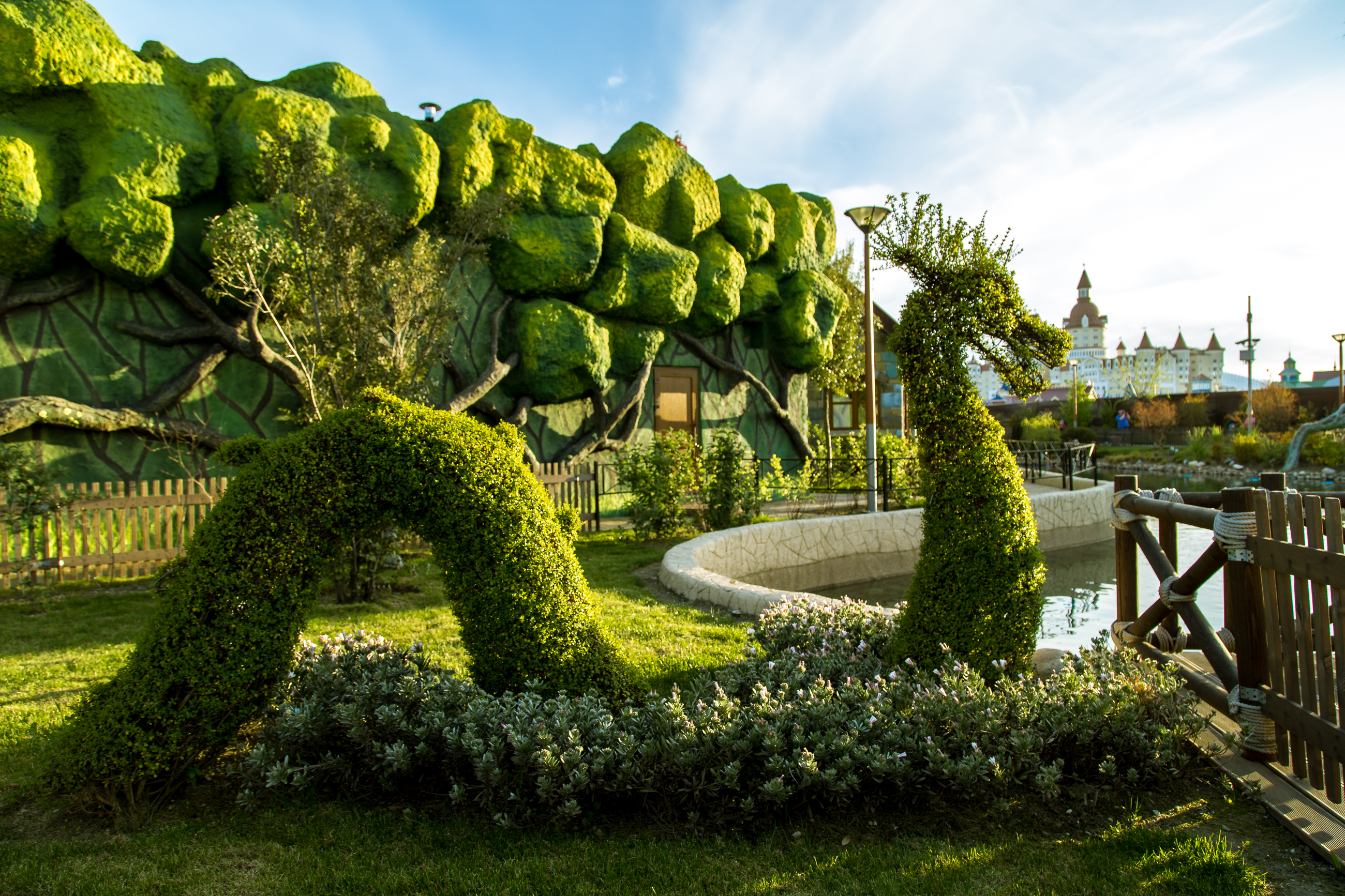
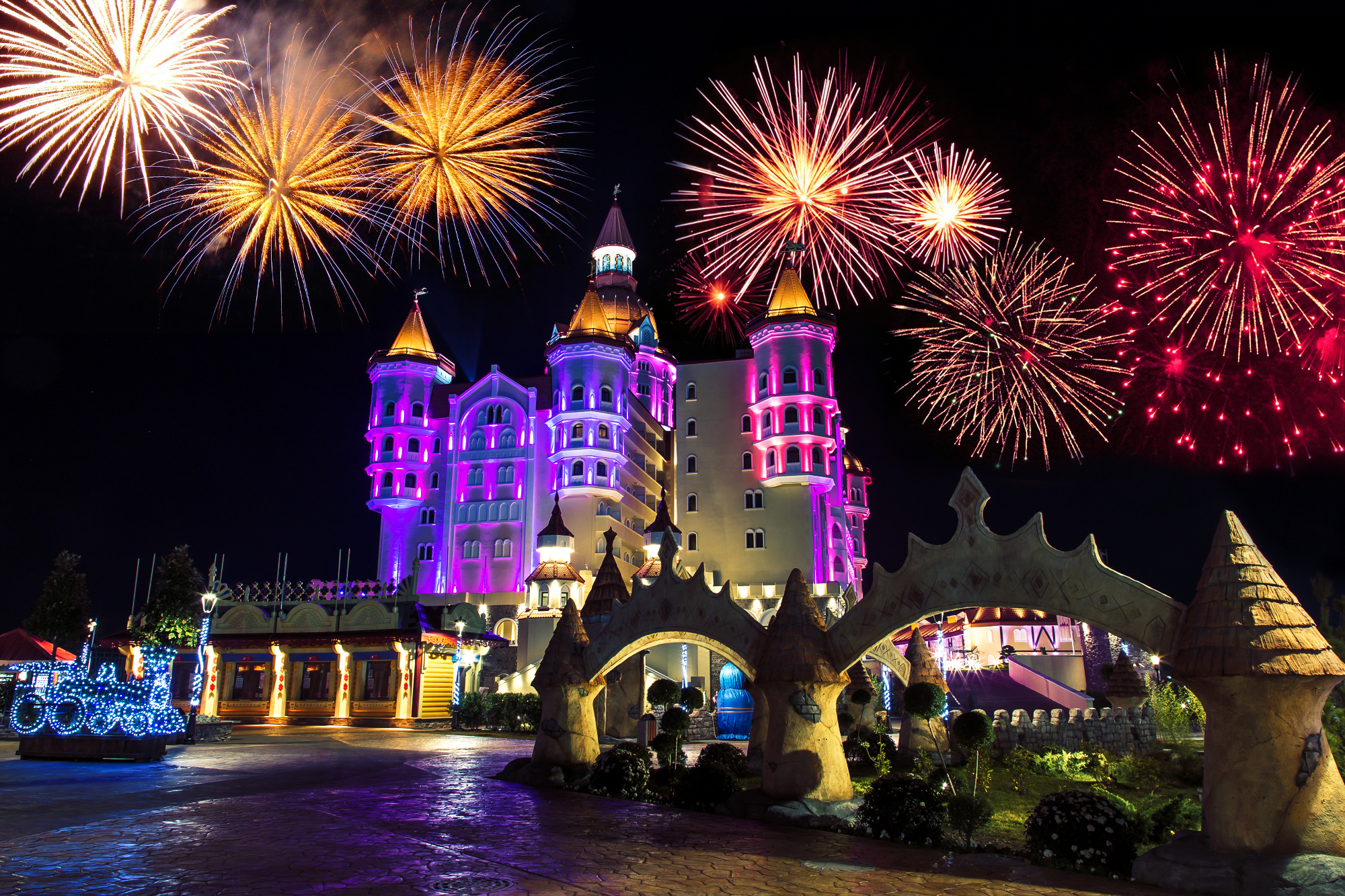
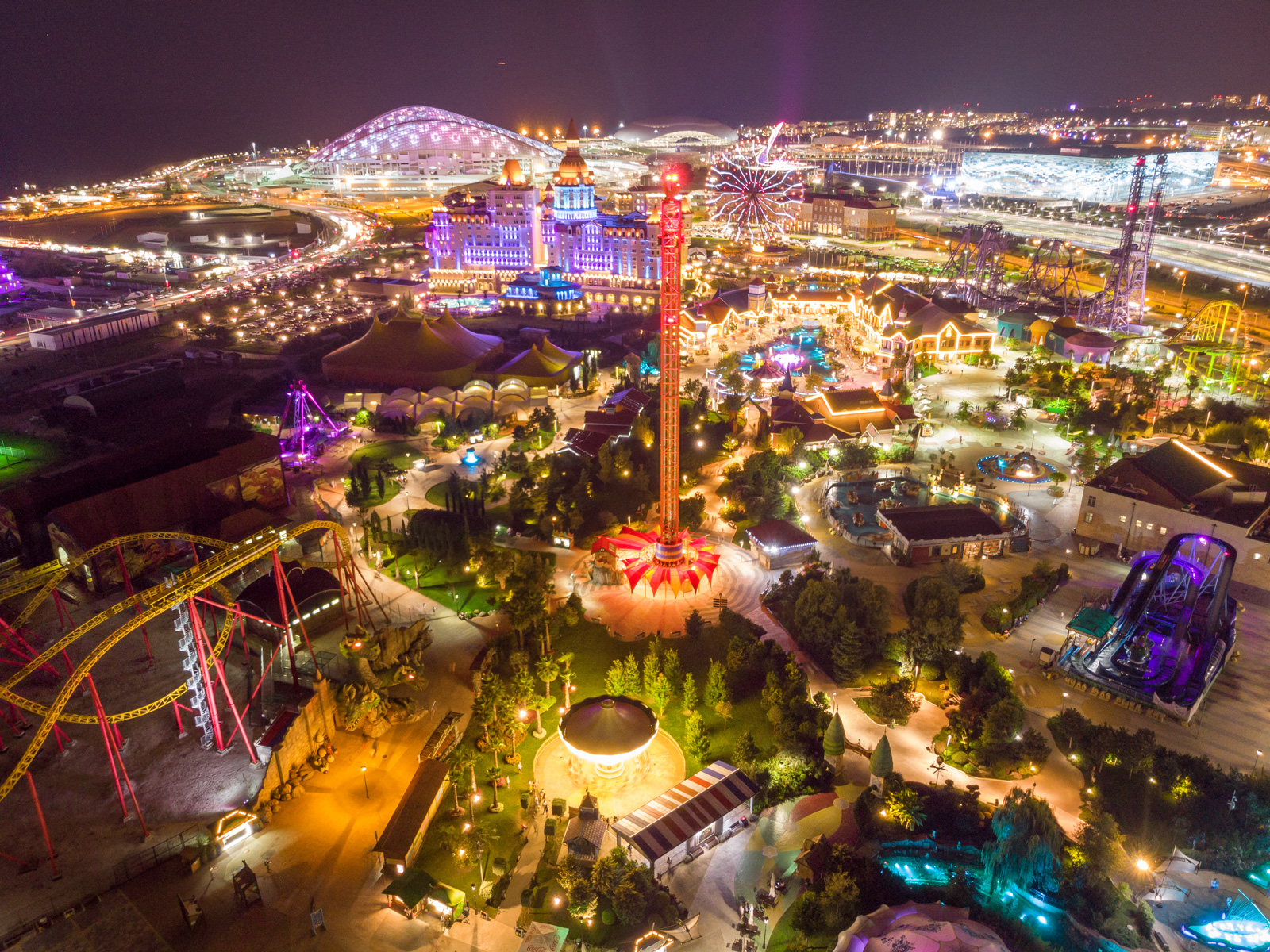
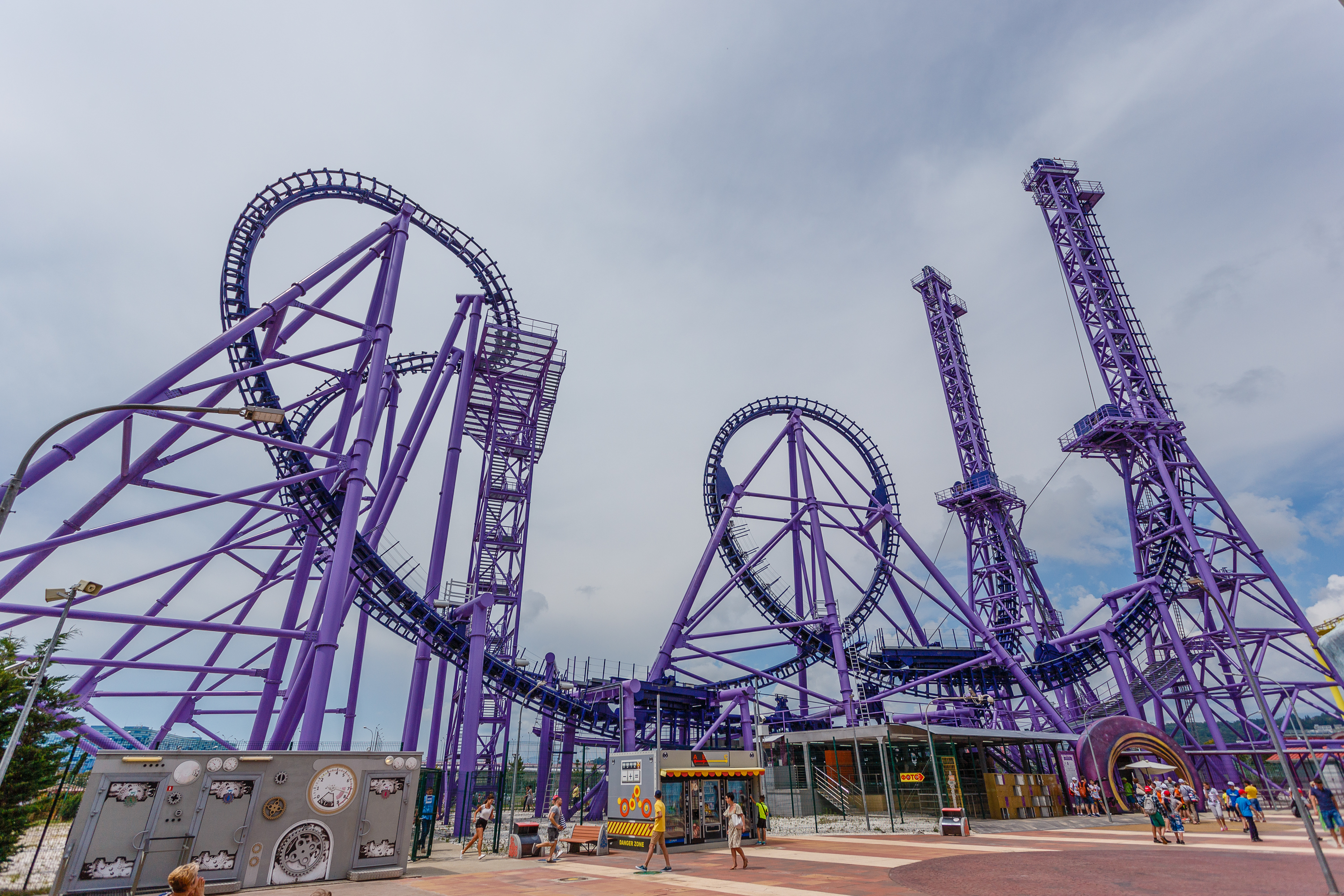
Квантовый Скачок
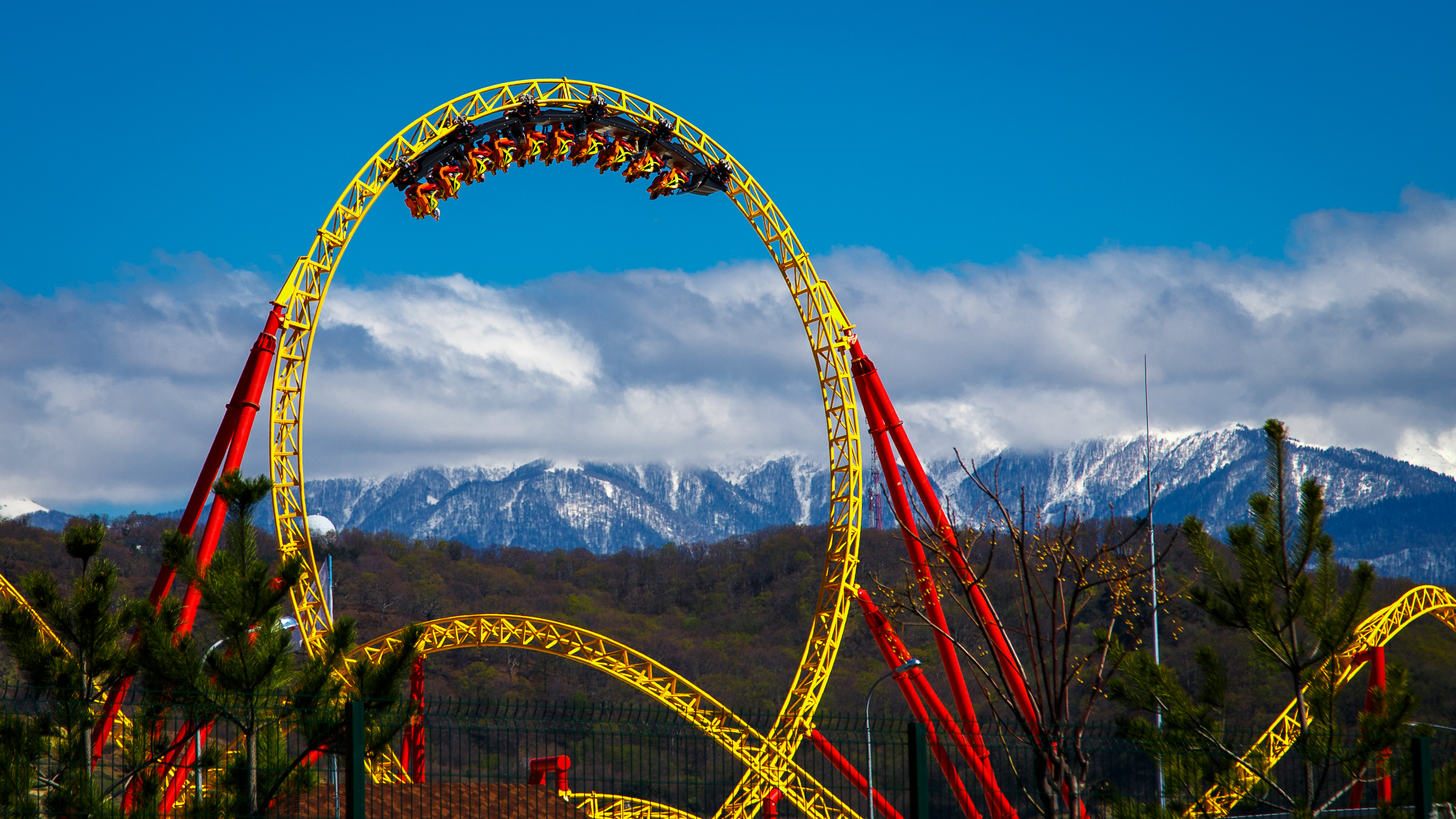
Змей Горыныч
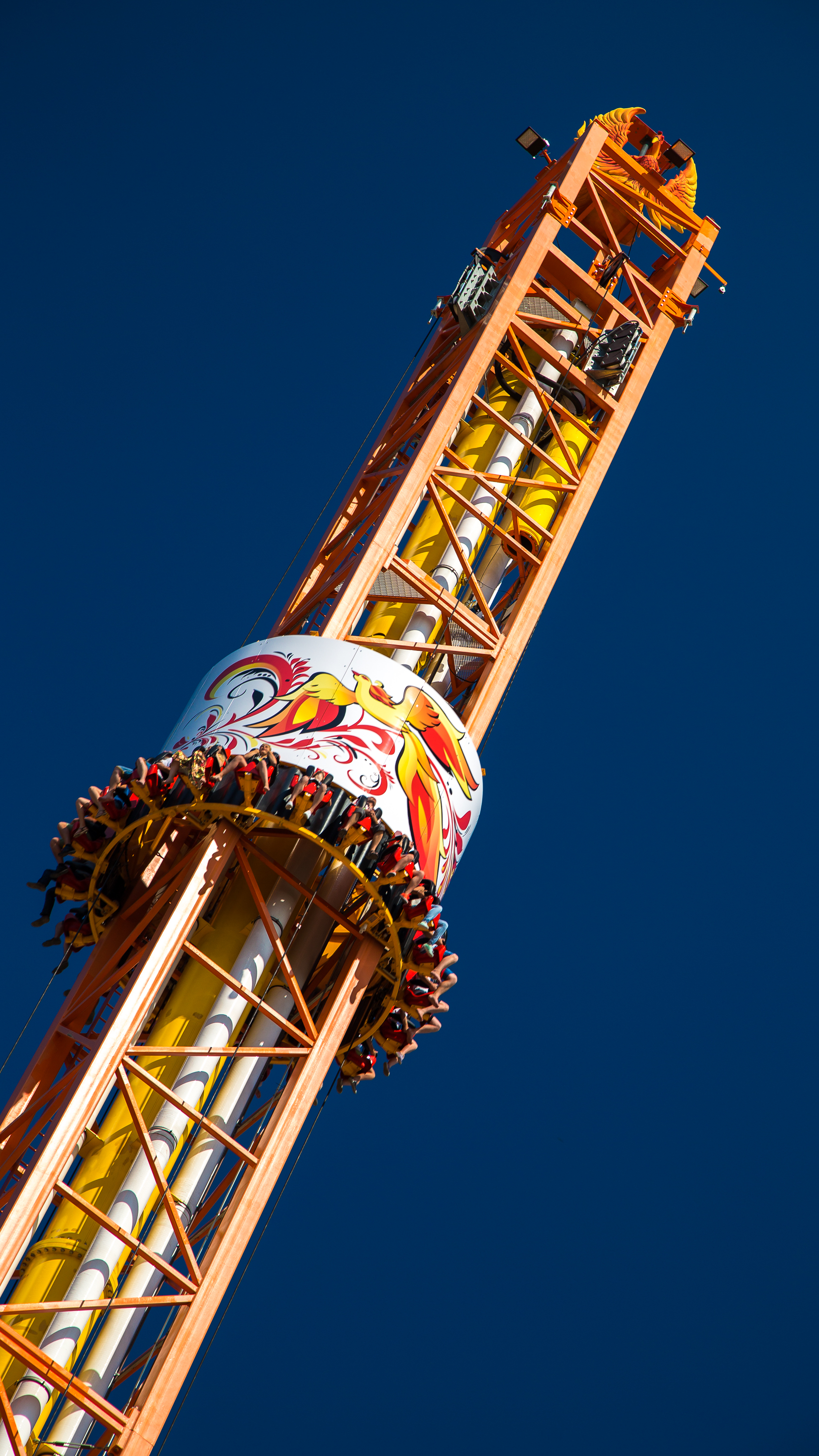
Жар-птица
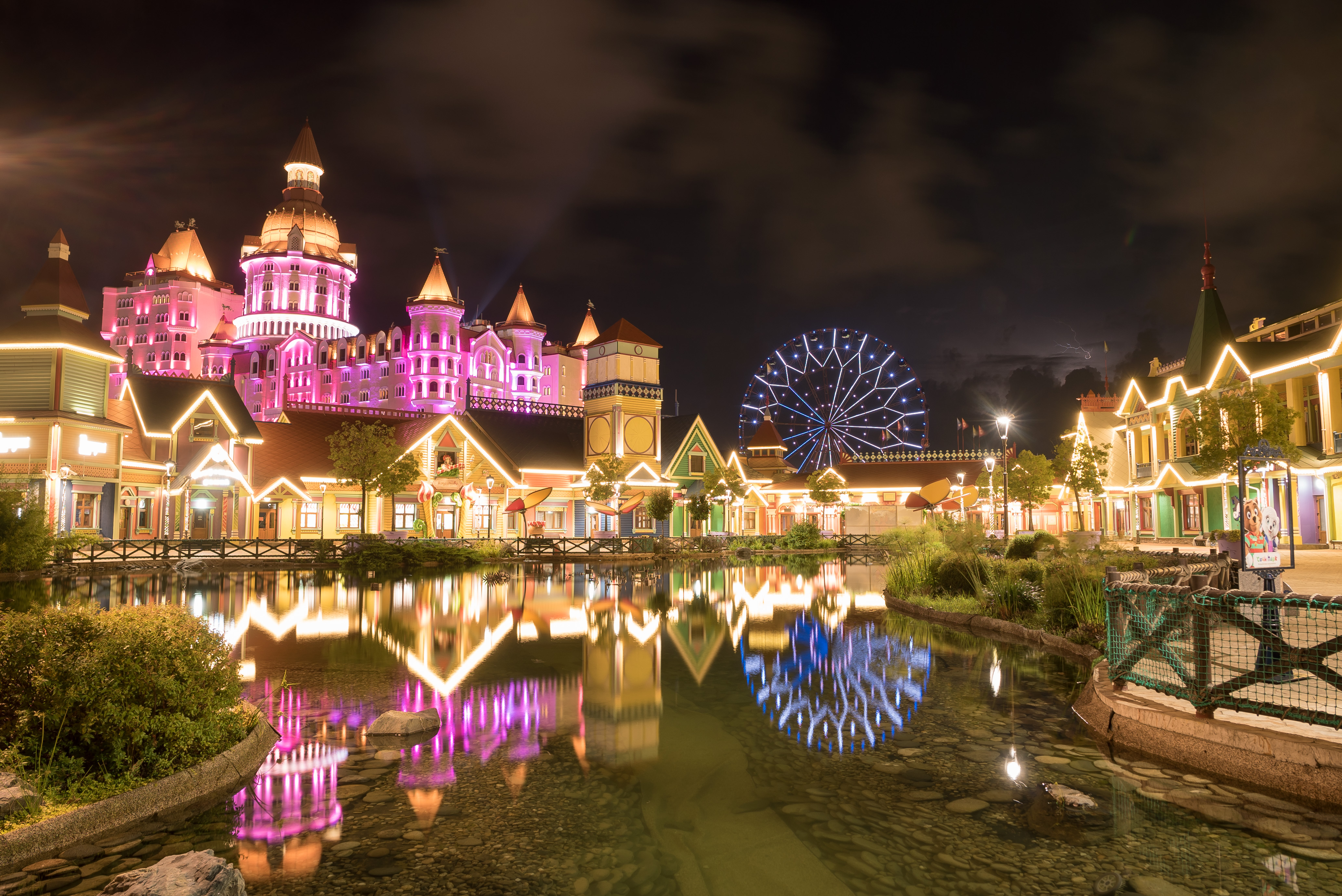
Сочи Парк ночью
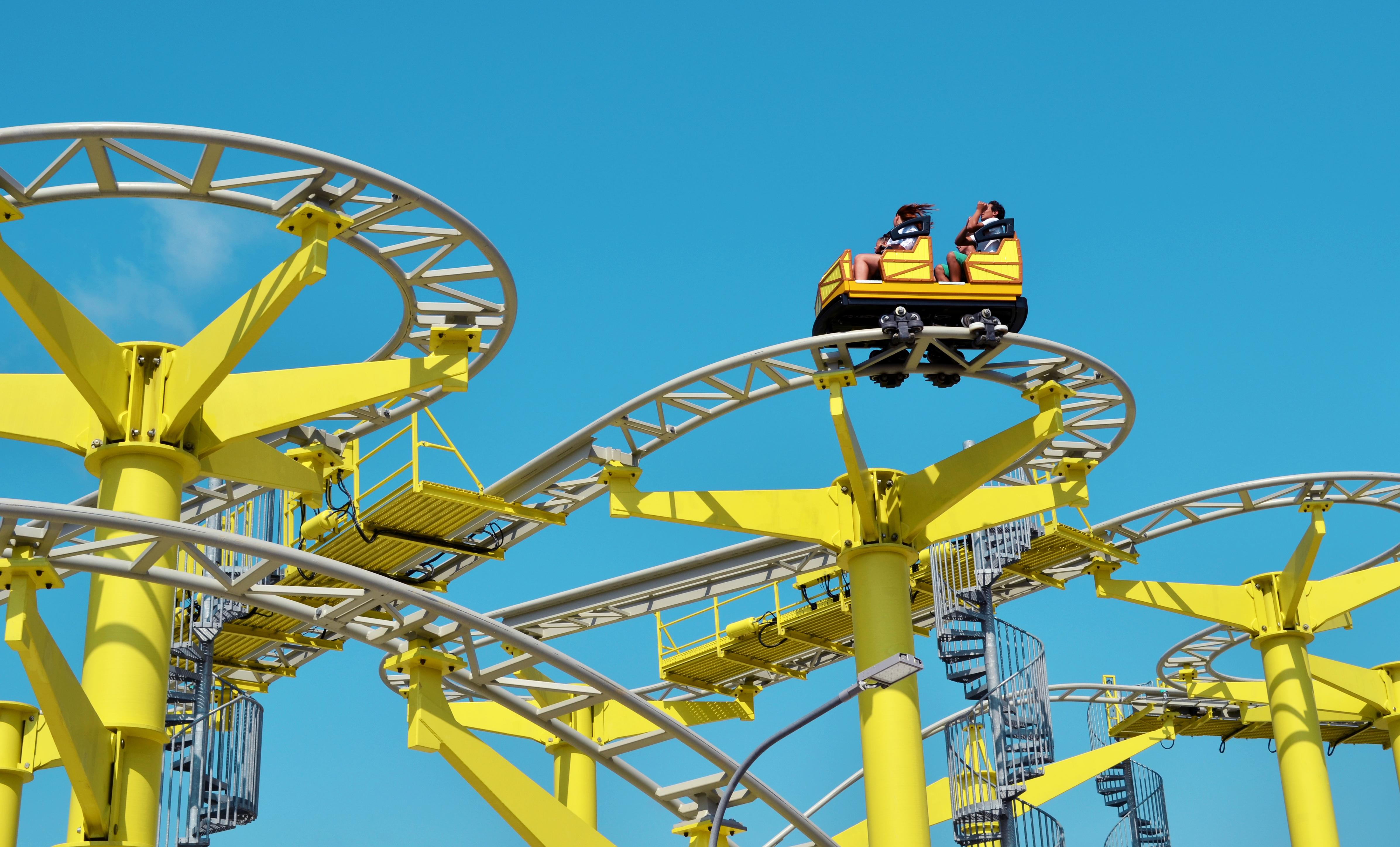
Шаролет